# Manny Correa
Manaurys Correa (Nacido en San Cristóbal, República Dominicana, el 5 de enero de 1989) es un lanzador que actualmente es agente libre. Jugó para la Liga Venezolana de Béisbol Profesional (LVBP) para los Leones del Caracas.

## Carrera como beisbolista

### 2010
El 5 de abril de 2010, Manny Correa es asignado a Rancho Cucamonga Quakes de la California League Clase A Avanzada (Fuerte).
El 26 de mayo de 2010, Manny Correa es asignado a Cedar Rapids Kernels de la Midwest League Clase A (Media).
El 5 de septiembre de 2010, Manny Correa es asignado a Arkansas Travelers de la Texas League clase Doble A.

### 2011
El 4 de septiembre de 2011, Manny Correa es asignado a Salt Lake Bees de la Pacific Coast League clase Triple A.

### 2012
El 2 de abril de 2012, Manny Correa es asignado a Inland Empire 66ers de la California League Clase A Avanzada (Fuerte).

### 2013
El 4 de noviembre de 2013, Manny Correa es eligio agente libre.
LVBP
El 27 de diciembre de 2013, Los Tigres de Aragua de la Liga Venezolana de Béisbol Profesional, firman a Manny Correa.
El 30 de diciembre de 2013, Manny Correa es asignado a los Caribes de Anzoategui.

### 2014
El 8 de enero de 2014, Los Oakland Athletics firman a Manny Correa para un contrato de ligas menores.
El 31 de marzo de 2014, Correa es asignado a Stockton Ports de la California League Clase A Avanzada (Fuerte).
El 8 de octubre de 2014, Correa es asignado a los Tigres de Aragua de la LVBP.

### 2015
El 16 de octubre de 2015, Correa es  asignado a Toros del Este.
El 18 de noviembre de 2015, :Correa' es asignado a Caribes de Anzoategui de la LVBP.

### 2017
El 11 de noviembre de 2017, Correaes  asignado a los Leones del Caracas de la LVBP.

### 2018
El 27 de septiembre de 2018, los Leones del Caracas repite con Manny Correa.
El 24 de octubre de 2018, los Leones del Caracas despide a Manny Correa.